# Куремаа (озеро)
Ку́ремаа (эст. и выруск. Kuremaa järv; устар. Энзель, Ензель, Курема-ярв) — озеро на востоке центральной Эстонии, административно расположено в пределах территории села Энккюла в волости Йыгева уезда Йыгевамаа. Площадь озера — 398,4 га. Это 10 по величине озеро в Эстонии и третье по величине в уезде Йыгевамаа после Чудского озера и озера Саадъярв.
Из озера вытекает река Амме — левый приток Эмайыги.